# Sri Mulya (Sinar Peninjauan)
Sri Mulya is een bestuurslaag in het regentschap Ogan Komering Ulu van de provincie Zuid-Sumatra, Indonesië. Sri Mulya telt 2660 inwoners (volkstelling 2010).